# شلوح (حمص)
شلوح قرية في ناحية مركز قرى تلكلخ التابعة لمنطقة تلكلخ في محافظة حمص. تقع غرب مدينة حمص.